# Mosaic (rivista)
 Mosaic  è un quotidiano online in lingua inglese relativo al mondo ebraico. Alcuni articoli sono riservati agli utenti abbonati.
Il periodico fu lanciato a giugno del 2013 e da allora offre una rassegna stampa giornaliera della notizie presenti in rete, saggi originali e "un ampio... saggio mensile integrale su un problema o tema di notevole significato per gli ebrei, il giudaismo o lo Stato ebraico".
Gli argomenti trattati spaziano da questioni culturali o religiose a temi sociali e filosofici con risposte approfondite aggiunte durante il mese per i lettori ebrei e gentili.
L'editore è Neal Kozodoy.

## Philologos
La rivista contiene Philologos, popolare rubrica inerente all'etimologia di parole e frasi yiddish, ebraiche e giudaiche che per 24 anni è stata ospitata dal quotidiano socialista yiddish statunitense The Forward finché nel 2015 passò a Mosaic. 

Il curatore della rubrica è anonimo: lo saggista americano Edward Alexander (n. 1936) è convinto che sia la biografa e traduttrice ebrea Hillel Halkin,e anche la giornalista Mira Sucharov di Canadian Jewish News concorda che Philologos sia il suo pseudonimo.